# 浅見篤
浅見 篤（あさみ あつし、1903年9月15日 - 1975年）は、日本のフランス文学者。浅見淵の実弟。

## 来歴
梶井基次郎らの『青空』に参加した。梶井の『ある心の風景』の"病気の話"や"朝鮮の鈴の話"は浅見からきいた話によるものと、中谷孝雄は述べている。『新青年』にアガサ・クリスティーの『通りすがりの男』や、ダシール・ハメットの『緑色のネクタイ』の邦訳を掲載したこともある。
1930年に京都帝国大学文学部仏文科を卒業。
その後、天理大学、関西大学、京都外国語大学で教授を務めた。

## 人物
酒好きで、贅沢屋で、異国趣味のところが梶井基次郎と気が合い、毎晩のように祇園石段下のカフェ『レーヴン』で飲んでいた。

## 翻訳
- 『リヨテ元帥伝』アンドレ・モーロワ 浅野晃共訳 白水社 1942
- 『カムボヂア民俗誌 クメール族の慣習グイ・ポレ,エヴリーヌ・マスペロ 大岩誠共訳 生活社 1944
- 『原始神話学』リュシアン・レヴィ＝ブリュール 古野清人共訳 創元社 1946
- 『カルメン』プロスペル・メリメ 晃文社 フランス文学全集 1948
- 『ぐりむの童話』晃文社 世界児童名作文庫 1948
- 『ちび助物語（プチショウズ）』アルフォンス・ドーデ 教育出版 1948
- 『ポオルとヴィルジニ』サン＝ピエール 晃文社 フランス文学全集 1948
- 『魔の沼』ジョルジュ・サンド 晃文社 世界児童名作文庫 1949
- 『フランス童話集』シャルル・ペロー等著 高桐書院 1949